# Ozias Leduc
Ozias Leduc (Saint-Hilaire-de-Rouville, 8 ottobre 1864 – Saint-Hyacinthe, 16 giugno 1955) è stato un pittore canadese, uno dei primi originari del Québec.
Leduc produsse molti ritratti, nature morte e paesaggi, così come opere religiose. È meglio conosciuto per il suo lavoro nella decorazione della chiesa di Notre-Dame-de-la-Présentation di Shawinigan, Québec, un progetto che impegnò tredici anni per il completamento. Leduc visse una vita molto solitaria nella sua città natale e fu soprannominato "il saggio di St-Hilaire". Morì a Saint-Hyacinthe, Québec nel 1955.
Leduc fu soprattutto un autodidatta. Intorno al 1880 lavorò con Luigi Cappello, un pittore italiano, su decorazioni di chiese. Nel 1881 fu impiegato da Carli, un fabbricante di statue a Montréal. Nel 1883 lavorò con Adolphe Rho decorando un'altra chiesa, questa volta a Yamachiche, Québec. Successivamente iniziò a lavorare in proprio su altre chiese.
Leduc fece un breve viaggio a Parigi e a Londra nel 1897 con Marc-Aurèle de Foy Suzor-Coté, e qui fu influenzato da alcuni impressionisti.
Ricevette una decorazione onoraria dall'Università di Montréal nel 1938. Da ricordare il suo insegnamento a Paul-Émile Borduas.

## Documentari e corti
- documentario - Correlieu di Jean Palardy (1959)
- cortometraggio - Ozias Leduc, peintre-décorateur d'églises, 1864-1955 di Yvon Provost (1984)
- documentario - Ozias Leduc, comme l'espace et le temps di Michel Brault (1996)

## Galleria d'immagini

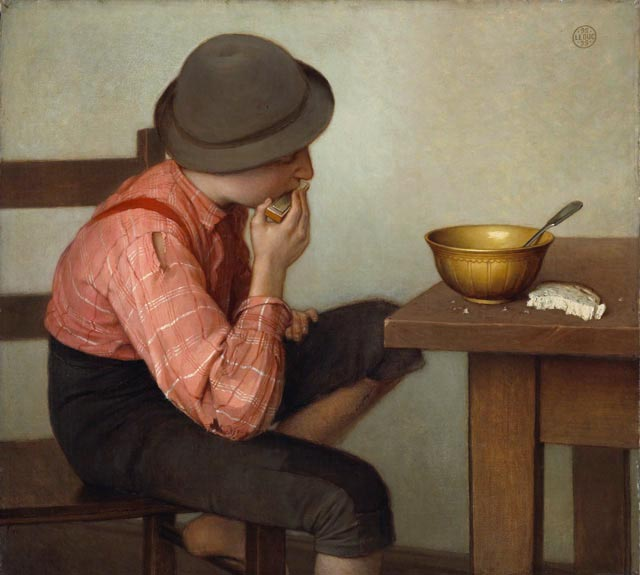
Ragazzo con pane
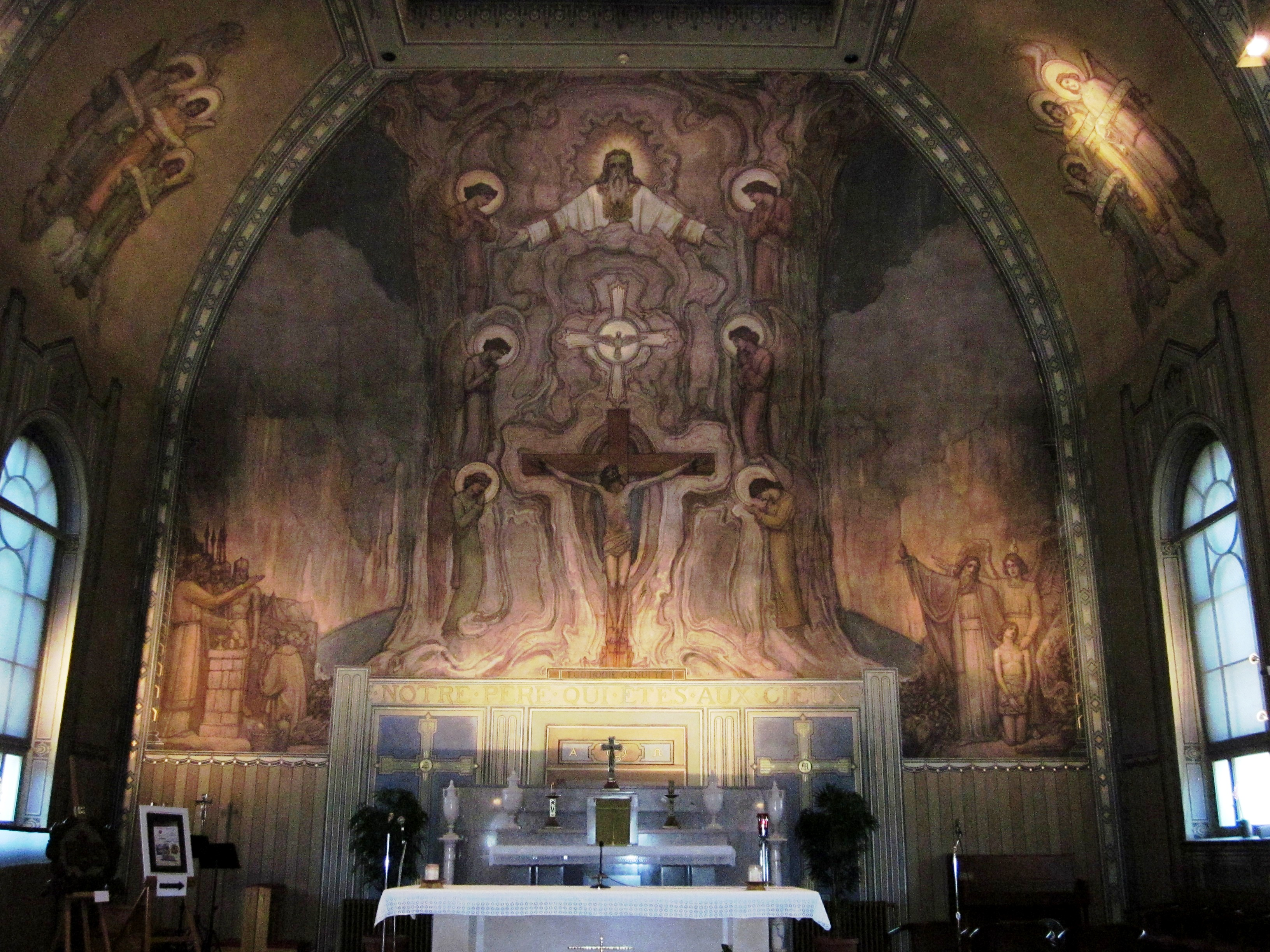
La gloria divina